# Panzerholz
Panzerholz war ursprünglich ein Begriff  aus der Wehrmachtszeit und bezeichnete damals ein außen und teilweise innen  mit Blech beschlagenes Sperrholz. Dieses besonders transportunempfindliche Panzerholz wurde bei der Wehrmacht vorwiegend zum Schutz von empfindlichen Mess- und Prüfgeräten verwendet wie zum Beispiel beim Röhrenprüfgerät RPG 4/3 des Herstellers Bittdorf & Funke in Weida/Thüringen und Munitionskisten aus Panzerholz in den Jahren 1918 bis 1945.
Heute wird Panzerholz auch als Synonym für die Begriffe Kunstharzpressholz bzw. Pressholz verwendet. Panzerholz wird auch zur Herstellung von durchschuss- und erhöht einbruchhemmenden Türen, Trennwänden und Verkleidungen verwendet. Die verwendete Rohdichte von 900 bis 1.400 kg/m³ des Panzerholzes weist  metallähnliche Festigkeitswerte auf, ist enorm belastbar, abriebfest und von hoher Brandbeständigkeit.
Beidseitig mit dünnem Aluminium- oder Messingblech belegtes Panzerholz wird häufig im Waggonbau eingesetzt.

## Anwendungen
- Elektroindustrie
- Sicherheitstechnik
- Fahrzeugbau
- Rennsport
- Fördertechnik
- Flugzeugbau
- Schiffbau
- Waggonbau

## Trivia
An den Rennwagen von Michael Schumacher waren extrem verschleißfeste Panzerholzplatten als austauschbarer Unterboden verbaut, um die Bodenwanne bei einem Minimum an Bodenfreiheit zu schützen. Da dies dem Reglement widersprach, kam es zur Bodenplattenaffäre in Spa im Jahre 1994.